# Voïvodie de Volhynie (1569-1795)
Pour les articles homonymes, voir Volhynie (homonymie).
1566–1795
Entités précédentes :
- Grand-duché de Lituanie

Entités suivantes :
- Empire russe

La voïvodie de Volhynie (en polonais : Województwo wołyńskie, en latin : Palatinatus Volhynensis) était une division administrative et de gouvernement local du grand-duché de Lituanie (de 1566 à 1569) puis de la couronne du royaume de Pologne de la république des Deux Nations (de 1569 au troisième partage de la Pologne en 1795). Elle faisait partie des terres ruthènes dans la province de Petite-Pologne.

## Description
La voïvodie a été établie en 1566 sur la base de l'ancienne starostie de  Loutsk. À la suite de l'union de Lublin de 1569, elle fut cédée à la couronne de Pologne et subséquemment intégrée à la province de Petite-Pologne.
La capitale de la voïvodie se situait à Loutsk, et elle envoyait trois sénateurs au Sénat de la République. Il s'agissait de l'évêque de Loutsk, du voïvode de Volhynie, et du châtelain de Volhynie. La voïvodie de Volhynie était divisée en trois comtés : Loutsk, Włodzimierz, et Krzemieniec. Les starostes locaux résidaient dans les capitales des trois comtés, tandis que les sejmiks avaient lieu à Loutsk. La voïvodie avait deux députés au Sejm polonais et un député au tribunal de la Petite-Pologne à Lublin.
Zygmunt Gloger, dans sa monumentale Géographie historique des terres de l'ancienne Pologne, fournit cette description de la voïvodie de Volhynie :
"Après que Liubartas s'est emparé du nord de la Volhynie, le Royaume de Pologne a capturé la Ruthénie rouge. Un conflit entre la Pologne et la Lituanie a commencé, compliqué par le fait que dans les terres ruthènes, il n'y avait pas de frontières bien définies des duchés et des provinces. En 1366, le roi Casimir le Grand confirma son autorité sur la rivière Boug supérieure, capturant Włodzimierz Wołyński. Le conflit avec la Lituanie s'est poursuivi, car les deux parties voulaient contrôler toute la Volhynie, avec Loutsk (...) Après la mort de Švitrigaila, le vaste territoire volhynien devint la propriété directe de la dynastie jagellonne. Le roi Casimir IV Jagellon décida que la Volhynie devrait faire partie du grand-duché de Lituanie, mais le conflit polono-lituanien s'est poursuivi jusqu'à l'union de Lublin en 1569, lorsque la Volhynie fut transférée à la Pologne et devint une voïvodie. Son premier voïvode était le prince Aleksander Czartoryski (...)

 Sur décision du Sejm, la Volhynie faisait partie de la province de Petite-Pologne. Son système juridique était basé sur les statuts de Lituanie, les résidents locaux étant autorisés à leur apporter des modifications. La position juridique de la classe dirigeante ruthène (les knyazes) était égale à celle de la noblesse polonaise et, en 1578, des bureaux du gouvernement polonais ont été établis en Volhynie, suivis d'un afflux de colons polonais (...)

 Au XVIe siècle, la voïvodie de Volhynie avait une superficie de 750 miles carrés, dont la moitié était constituée par le comté de Loutsck. Elle comptait 68 villes et, en 1583, le nombre de villages était le suivant : 777 dans le comté de Loutsk, 294 dans le comté de Włodzimierz, et 562 dans le comté de Krzemieniec. Sous le règne de Stefan Batory, il y avait 65 châteaux et forts (...) Les frontières de la voïvodie de Volhynie n'incluaient pas toute la Volhynie historique, car Żytomierz et Owrucz, communément considérées comme des villes de Volhynie, appartenaient à la voïvodie de Kiev. La Volhynie historique a pénétré profondément dans les voïvodies de Kiev, de Bracław et de Podolie, mais ses limites n'ont jamais été précises. La voïvodie de Volhynie était peu peuplée, réduite par de fréquentes guerres et raids".

## Administration
Siège du gouverneur de la voïvodie et du sejmik régional :
- Loutsk

Conseil régional (sejmik generalny) de toutes les terres ruthènes
- Sądowa Wisznia

### Division administrative

#### Comtés (powiats)
- Comté de Loutsk (Powiat Łucki), Łuck
- Comté de Wlodzimierz (Powiat Włodzimirski), Włodzimierz
- Comté de Krzemieniec (Powiat Krzemieniecki), Krzemieniec

#### Villes royales libres
- Kowel
- Krzemieniec
- Loutsk
- Milanowicze
- Ratno
- Świniuchy
- Włodzimierz
- Wyszniwka